# Rudolf Haas (Unternehmer, 1901)
Rudolf Haas (* 26. Juni 1901 in Mannheim; † 18. Oktober 1987 in Heidelberg) war ein deutscher Fabrikant und Heimatforscher.
Haas machte 1919 sein Abitur am Gymnasium Mannheim. Von 1919 bis 1923 studierte er Rechtswissenschaften an den Universitäten Freiburg, Kiel und München. 1923 promovierte er an der rechtswissenschaftlichen Fakultät der Universität Freiburg. 1924 trat er eine Stelle in der Zellstofffabrik Waldhof in Mannheim an. 1938 wurde er dort stellvertretendes Vorstandsmitglied und 1957 ordentliches Vorstandsmitglied. 1966 setzte er sich zur Ruhe. Von 1924 bis 1982 war Haas Vorstandsmitglied des Altertumsvereins Mannheim und von 1970 bis 1977 dessen Vorsitzender. 1972 erhielt Haas die Schillerplakette der Stadt Mannheim und 1981 den Ehrenring der Stadt Mannheim.
Rudolf Haas war der Sohn des  gleichnamigen Fabrikanten (1836–1897) der Zellstofffabrik Mannheim. Rudolf Haas war verheiratet und hatte vier Kinder, einen Sohn und drei Töchter.

## Werke
- 1967: Die Pfalz am Rhein : 2000 Jahre Landes-, Kultur- u. Wirtschaftsgeschichte, Eigenverlag
- 1970: Die Entwicklung des Bankwesens im deutschen Oberrheingebiet : Zur 100. Wiederkehr d. Gründungstags d. Rhein. Creditbank Mannheim am 15. Juni 1970, Eigenverlag
- 1974:	Die Prägungen der Mannheimer Münzstätten : ca. 1390, 1608 – 1610, 1735 – 1826, Bibliografisches Institut, ISBN 978-3-411-01474-3
- 1976: Stephanie Napoleon : Grossherzogin von Baden ; e. Leben zwischen Frankreich u. Deutschland 1789 – 1860, Südwestdeutsche Verlagsanstalt, ISBN 978-3-87804-038-5; 4 Auflagen bis 1984